# Копп, Анатоль
Анато́ль Копп (фр. Anatole Kopp; 1915, Петроград — 6 мая 1990) — французский архитектор и урбанист российско-еврейского происхождения, неомарксист. Один из первых западных исследователей русского авангарда.

## Биография
Анатоль Копп, выходец из семьи еврейских эмигрантов из России, родился в 1915 году в Петрограде.
В 1950-х годах посетил СССР и стал одним из первых западных исследователей русского авангарда.
Профессор университета Париж-VIII. Участвовал в разработке жилищных программ для молодёжи в Алжирской республике. Один из участников движения урбанистов-марксистов 1960—1970-х годов, соучредитель (вместе с Анри Лефевром) журнала Espaces et Sociétés в 1970 году. Автор книги «Город и революция» (1967). Его коммунистические убеждения перетекли в отрицание сталинского консервативного поворота в политике и культуре и в 1976 году он издал французский перевод сборника Льва Троцкого «Вопросы быта».
Умер 6 мая 1990 года.